# Caiophora chuquisacana
Caiophora chuquisacana är en brännreveväxtart som beskrevs av Ignatz Urban och Ernest Friedrich Gilg Caiophora chuquisacana ingår i släktet Caiophora och familjen brännreveväxter. Inga underarter finns listade i Catalogue of Life.